# Harta (Ungarn)
Harta (deutsch Hartau, kroatisch Karta, Hartava) ist eine ungarische Großgemeinde im Komitat Bács-Kiskun. Harta gehört zum Kreis Kalocsa.

## Geschichte
Harta wurde 1187 erstmals urkundlich erwähnt.

## Sehenswürdigkeiten
- Reformierte Kirche (erbaut 1835)
- Dorfmuseum

## Partnergemeinden
- Anse (Rhône)
- Hammerbrücke
- Loßburg

Die 4 Gemeinden sind untereinander Partner. 